# 川原秀仁
川原 秀仁（かわはらひでひと）は、日本の実業家(一級建築士、認定CMr、認定FMr)。経済同友会会員。株式会社ALFA PMC代表取締役社長。日本コンストラクション・マネジメント協会会長。 

## 経歴
- 1960年　佐賀県唐津市生まれ。
- 1983年　日本大学理工学部建築学科卒業。
- 1983年　農用地開発公団、農用地整備公団に勤務。その間農林水産省、国際協力事業団（JICA）などに所属。
- 1991年　山下設計に入社。
- 1999年　山下ピー･エム･コンサルタンツ（現 山下PMC）に転籍。
- 2012年　山下ピー･エム･コンサルタンツ（現 山下PMC）代表取締役社長。
- 2022年　山下PMC　取締役会長
- 2023年　株式会社ALFA PMC設立。代表取締役社長。

## 著書
- 『施設参謀』 ダイヤモンド社、2015年、ISBN 978-4478039427
- 『CMガイドブック 第3版』（編集長） 発行：一般社団法人日本コンストラクション・マネジメント協会、2017年、ISBN 978-4880654379
- 『プラットフォームビジネスの最強法則』光文社、2019年、ISBN 978-4-334-95087-3